# Alain Marguerettaz
Pour les articles homonymes, voir Marguerettaz.
Alain Marguerettaz, né le 31 août 1962 à Bourg-Saint-Maurice, est un sportif handicapé français, pratiquant la discipline du ski assis en ski de fond ainsi que le ski alpin et le biathlon.

## Biographie
Paraplégique depuis 1985 à la suite d'un accident, il refuse tout de suite son handicap pour devenir un champion. Disputant tout d'abord des marathons en fauteuil, il participe à l'élaboration des premiers prototypes de ski assis. Il participe ainsi aux premiers championnats de France.
Devenu champion du monde en descente en 1990, il participe aux Jeux paralympiques d'hiver de 1992 qui se déroulent chez lui à Albertville. Dans les disciplines alpines, il obtient une médaille de bronze en slalom géant lors des jeux de Lillehammer 1994, prend part aux jeux de Nagano en 1998 avant de passer dans la discipline du ski de fond lors de ses quatrièmes Jeux paralympiques, en 2002 à Salt Lake City. Il y obtient deux nouvelles médailles.
Lors de ses cinquièmes Jeux paralympiques, en 2006, il obtient une nouvelle médaille avec le bronze en ski de fond, distance courte.

## Palmarès

### Championnats du monde
- Médaille d'or en descente en 1990 à Winter Park

### Jeux paralympiques d'hiver
- Jeux paralympiques d'hiver de 1992 à Albertville
  - Participation aux compétitions alpines
- Jeux paralympiques d'hiver de 1994 à Lillehammer
  -  Médaille de bronze en slalom géant
- Jeux paralympiques d'hiver de 1998 à Nagano
  - Participation aux compétitions alpines
- Jeux paralympiques d'hiver de 2002 à Salt Lake City
  -  Médaille d'argent en ski de fond moyen distance
  -  Médaille de bronze en ski de fond courte distance
- Jeux paralympiques d'hiver de 2006 à Turin
  -  Médaille de bronze en ski de fond courte distance